# Вбеймар Ангуло Москера
Вбеймар Ангуло Москера (вірм. Վբեյմար Անգուլո Մոսկերա, ісп. Wbeymar Angulo Mosquera, нар. 6 березня 1992, Кібдо) — колумбійський і вірменський футболіст, півзахисник індонезійського клубу «Малут Юнайтед». Відомий за виступами в низці колумбійських та вірменських команд, а також у складі національної збірної Вірменії. Володар Кубка Вірменії.

## Клубна кар'єра
Вбеймар Ангуло Москера народився в колумбійському місті Кібдо. У дорослому футболі дебютував 2008 року виступами за команду «Патріотас», в якій за рік зіграв в одному матчі чемпіонату. Згодом з 2009 по 2014 року Вбеймар грав на батьківщині у складі команд «Богота», «Атлетіко Уїла» та «Альянса Петролера». У 2014 році футболіст перейшов до мексиканського клубу «Мурсьєлагос», у складі якого грав до 2015 року, та зіграв 4 матчі чемпіонату.
У 2015 році Вбеймар став гравцем вірменського клубу «Гандзасар», у складі якого швидко став гравцем основного складу команди. У складі капанської команди грав до 2021 року, і у 2018 році став у складі команди володарем Кубка Вірменії.
У 2021 році футболіст перейшов до іншого вірменського клубу «Арарат-Вірменія», а у 2023—2024 роках грав у складі вірменської команди «Алашкерт».
У середині 2024 року Вбеймар став гравцем індонезійського клубу «Малут Юнайтед» приєднався 2024 року. Станом на 24 серпня 2024 року відіграв за клуб 2 матчі в національному чемпіонаті.

## Виступи за збірну
У 2020 році Вбеймар отримав громадянство Вірменії, та дебютував у складі національної збірної Вірменії. У збірній грав з 2020 до 2022 року, провів у її складі 10 матчів, у яких відзначився 2 забитими м'ячами.

## Титули і досягнення
- Володар Кубка Вірменії (1):

«Гандзасар»: 2017–2018